# Policaprolactona
A Policaprolactona (PCL) é um poliéster alifático biodegradável com baixo ponto de fusão de cerca de 60°C e uma temperatura de transição vítrea de -60°C. É obtido a partir da polimerização da caprolactona. O seu nome IUPAC é de acordo com a 1,7-polioxepan-2-ona. Outros nomes podem ser homopolímero de 2-oxepanona ou polímero 6-caprolactona. Sua fórmula molecular é (C6H10O2)n. O PCL é frequentemente usado como um aditivo para outros polímeros. E por ter um ponto de fusão baixo, é usado como um plástico com capacidade de ser moldado à mão, útil para fabricação de protótipos, reparação de peças plásticas e de artesanato. Ele também tem recebido grande atenção para o uso como um biomaterial para implantes no corpo humano. A PCL pode ser obtido pela abertura do anel de polimerização da ε-caprolactona, usando um catalisador como o octanato de estanho.

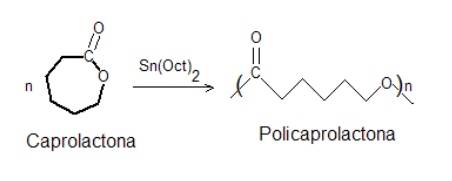
Polimezação de Caprolactona para Policaprolactona.

O polímero é usado frequentemente como aditivo de resinas para melhorar suas propriedades, por exemplo a resistência ao impacto. Sua compatibilidade com muitos outros materiais permite utiliza-lo em misturas com amido para diminuir custos e melhorar a biodegradação, ou como aditivo do PVC, que também é feito com outros diferentes materiais.

## Síntese e estrutura química
O PCL prepara-se por uma abertura do anel de polimerização da caprolactona utilizando um catalisador como por exemplo o octoato de estanho. Recentemente uma ampla faixa de catalisadores para a polimerização de abertura de anel de caprolactona têm sido estudados.

## Características e propriedades
A policaprolactona (PCL) é um plástico biodegradável elaborado a partir de derivados do petróleo. Compõe-se de uma sequência de unidades de metileno, entre os que se formam grupos éster.
Através desta estrutura muito simples, uma rotação ligeiramente limitada dos segmentos individuais da cadeia é possível, o que leva a um ponto de transição vítrea muito baixo (-60°C). Trata-se de um polímero semicristalino com ponto de fusão de 58-60ºC, baixa viscosidade e fácil processabilidade. A temperatura ambiente, a policaprolactona de cadeia curta é amorfa e correspondentemente macia e gomosa. Devido à estrutura uniforme, no entanto, cristaliza-se facilmente, o que resulta no reforço do material. A policaprolactona cristalina assemelha-se ao polietileno na estrutura cristalina. O PCL é altamente solúvel e combina-se bem com outros plásticos, como a lignina e amida. Ademais, adere-se bem a um grande número de superfícies. Sua obtenção é mais simples que outros biopolímeros, funde facilmente e não é tóxico.
Sua aplicação principal é no campo médico como fio para suturas. Como o homopolímero se bioabsorve em aproximadamente 2 anos, desenvolveram-se copolímeros para acelerar a velocidade de bioabsolvição, por exemplo copolímeros com DL- Lactida.

## Aditivo para polímeros
O uso mais comum de policaprolactona como aditivo é na fabricação de poliuretanos especiais. As policaprolactonas dão boa resistência a água, azeites, aos dissolventes e ao cloro no poliuretano produzido.
Este polímero também se usa com frequência como um aditivo para as resinas, para melhorar suas características de processamento e suas propriedades de uso final (por exemplo, resistência ao impacto). Sendo compatível com uma ampla faixa de outros materiais, a PCL pode-se misturar com amido para reduzir seu custo e aumentar a biodegradabilidade ou pode-se acrescentar como um polímero plastificante ao PVC.
Encontra-se aplicações em adesivos, agentes compatibilizantes e filmes bem como em medicina. A PCL usa-se maioritariamente em misturas com amido tais como o Mater Bi produzido por Novamont, no que a policaprolactona melhora sua resistência à umidade, aumenta a resistência em estado fundido e ajuda a plastificar o amido.

## Aplicações biomedicinais
A Policaprolactona é degradada por hidrólise de seus vínculos ésteres em condições fisiológicas (tais como no corpo humano) e portanto tem recebido uma grande atenção para seu uso como um biomaterial implantado. Em particular, é especialmente interessante para a preparação de dispositivos implantáveis de longo prazo, devido à sua degradação, que é inclusive mais lenta que a de polilactídeo. O PCL tem sido aprovada pela Administração de Alimentos e Medicamentos (FDA) em aplicações específicas utilizadas no corpo humano como, por exemplo, um dispositivo para fornecimento de fármaco, sutura (vendido pela marca Monocryl) ou barreira de adesão. O Monocryl é uma sutura cirúrgica sintética e absorvível, fabricada e patenteada por Ethicon Inc. Compõe-se de poliglecaprona 25, que é um copolímero de glicólido e Ɛ-caprolactona.
A biocompatibilidade da PCL tem sido muito estudada, especialmente do Capronor que é um dispositivo anticonceptivo válido durante 18 meses. O agente ativo é o progestágeno levonorgestrol, apresenta-se em cápsulas sub-cutâneas que se colocam por médio de uma cirurgia menor. Demonstrou-se que o polímero não é tóxico, exceto por uma pequena irritação no lugar do implante.
Lâminas de policaprolactona também são utilizadas como bolus (equivalente a tecido ceroso colocado na superfície da pele) em radioterapia para homogeneizar ou modular a faixa da dose de radiação de fazes externos. Como as lâminas de PCL se amolecem com água quente e se voltam moldáveis, se podem aplicar em áreas difíceis como parede torácica, nariz, parótida ou qualquer superfície anatômica irregular.

## Marcas e protótipos
O PCL também tem muitas aplicações no mercado. Alguns nomes de marca comerciais são Hand Moldable Plastic, Mold-Your-Own Grips, Simples-Plastic, InstaMorph, Shapelock, Missing Link, Friendly Plastic nos EUA, Funplast na Espanha, Polymorph no Reino Unido, Plastimake na Austrália, Protoplast nos Países Baixos, Plastiform na França, e Protoplastic na Ucrânia. Tem propriedades físicas de um de plástico muito duro, como nylon, que se funde a uma consistência similar à massa de vidraceiro a 60°C. O calor específico e a condutividade do PCL são tão baixos que não é difícil de manejar a esta temperatura. Isto o faz ideal para pequenas modelagens, fabricação de peças, reparo de objetos de plástico, e o prototipado rápido, onde a resistência ao calor não seja necessária. Ainda que a PCL fundida adere-se facilmente a muitos outros plásticos, se a superfície esfria, a pegajosidade pode-se minimizar ao mesmo tempo que deixa a massa flexível.